# 富田村 (岡山県)
富田村（とみたそん）は、かつて岡山県浅口郡にあった村である。1953年（昭和28年）4月1日に玉島市に編入され廃止となった。現在は倉敷市玉島地域の富田地区にあたる。

## 歴史
1889年（明治22年）6月1日、富村と道口村が合併し道口村を、また道越村と八島村が合併し池田村を設置。1903年（明治36年）には道口村と池田村が合併し富田村を新設した。その後、1953年（昭和28年）4月1日の玉島市への編入合併を経て、1967年（昭和42年）2月1日に新制倉敷市の一部となって現在に至る。

### 富田庄
冨田庄（とみたしょう、とみたのしょう）は、中世に備中国浅口郡にあった荘園である。現在の倉敷市玉島富田地区に比定されている。
1456年（康正2年）の『引付』に、鴨神社領として記載されているのが文献上の初見とされる。『親長記』の文明10年（1478年）9月3日の条には、「備中国冨田庄之内安元名」として、また文明12年（1480年）10月29日の条では「備中国富田新庄」として記載されている。

### 富田隕石
1916年（大正5年）4月13日、富田（当時富田村）の八島（小字・亀山）に、”大砲を撃ったかのような轟音”とともに隕石が落下した。近所に住む小谷政十郎が臭気がする方へ向かい、小谷低から北へ約40メートル地点にある除虫菊畑に中で、三角形の岩塊を発見した。隕石は縦約9センチメートル、幅約10センチメートル、重量約600グラムで、地表より約15センチメートル減り込んでおり、水へ入れたところ「ジュウ」と音を立てた。
落下時には付近の住民約50人が、北から南へ飛来する煙のような尾を引く物体の落下を目撃している。
その後、1953年（昭和28年）に浅口郡金光町の藤井永喜雄は、落下地点の畑の所有者である中西新三郎の末弟が、この隕石を所有していることを突きとめた。のち、1953年（昭和28年）夏に隕石の試片3.2グラムを用いて、国立科学博物館の村山定男によって科学的解析が行われた。その結果、比重約3.54で、橄欖石を主体とし、鉄の含有比が重量で23.46%であった。隕石の元の所在などは不明である。
この隕石は、富田隕石（とみたいんせき）と命名された。
落下現象が多くの人に目撃され、なおかつ落下直後に隕石が採集された例は、世界的に見ても稀なケースである。